# Promethes bridgmani
Promethes bridgmani är en stekelart som beskrevs av Michael G. Fitton 1976. Promethes bridgmani ingår i släktet Promethes och familjen brokparasitsteklar. Arten är reproducerande i Sverige. Inga underarter finns listade i Catalogue of Life.